# Ureshino
Ureshino (japanska: 嬉野市?, Ureshino-shi) är en stad i Saga prefektur i södra Japan. Staden bildades 2006  genom en sammanslagning av kommunerna Ureshino och Shiota.